# Phénomène naturel
 (janvier 2019).
Si vous disposez d'ouvrages ou d'articles de référence ou si vous connaissez des sites web de qualité traitant du thème abordé ici, merci de compléter l'article en donnant les références utiles à sa vérifiabilité et en les liant à la section « Notes et références ».

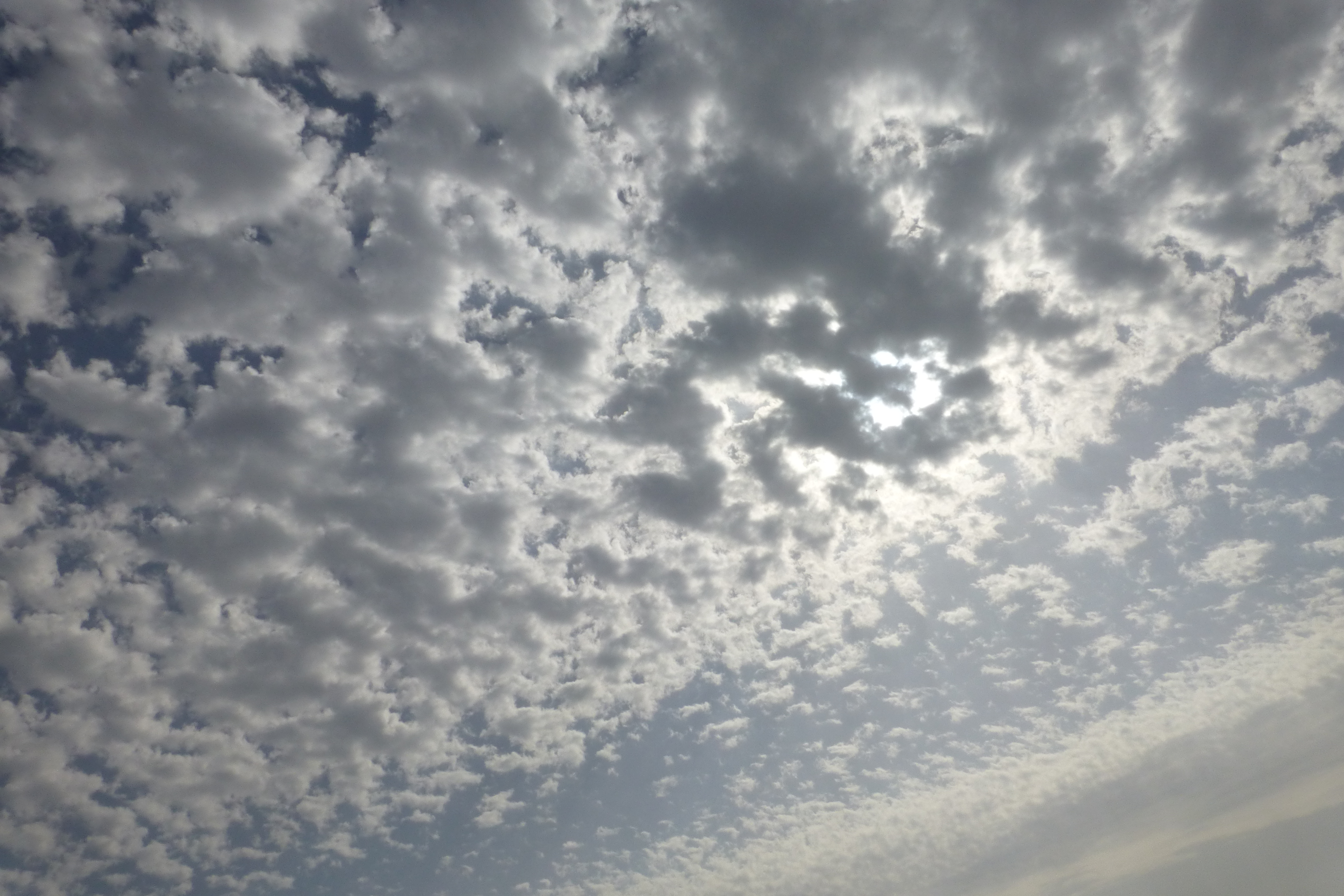
Ciel nuageux

Un phénomène naturel (phaïnoménon - ce qui se montre) s’exprime comme un concept générique qui relie dans le temps, un enchaînement de faits spécifiques épisodiques, des événements (evenire - advenir). Les phénomènes et les événements  naturels sont ceux qui ne ressortent qu’à la nature (physis), indépendamment de l'intervention humaine. 
Les  aléas (alea - coup de dé) sont des événements naturels violents qui peuvent avoir des effets dangereux pour les humains et entraîner des catastrophes que l’on dit « naturelles ». Par exemple, un séisme, une éruption volcanique, un glissement de terrain, un cyclone tropical sont des aléas possibles, voire attendus, dans certains  bassins de risque où ils peuvent provoquer des dommages et des victimes : l'ouragan Irma de septembre 2017 est un aléa du phénomène dépression atmosphérique dans l’Atlantique nord ; la crue de la Seine de 1910 est un aléa du phénomène crues dans le bassin parisien ; le tsunami de 2011 au Japon est un aléa du phénomène tsunami dans le Pacifique NW...

## Le système terrestre
Le système terrestre est d’une part un petit élément du système solaire dont la  structure, le comportement et l’étude ressortent à la planétologie, et d’autre part un ensemble spécifique, quasi autonome, dont la structure ressortit à la géomorphologie, le comportement à la géodynamique et l’étude à la géotechnique.
Particulièrement complexe, il est structuré en quatre sous-systèmes, lithosphère interne et externe, hydrosphère, atmosphère et biosphère externes, qui sont eux-mêmes les ensembles de sous-systèmes de niveau inférieur, continent, inlandsis, océan..., jusqu’aux roches, minéraux, cristaux, molécules, atomes, particules... qui ont des comportements spécifiques, tout en interagissant d’innombrables façons, à d’innombrables niveaux, en d’innombrables endroits. Depuis environ 4,4 Ga (milliards d’années), des continents se créent, se séparent et se regroupent, des reliefs se créent et se détruisent incessamment à la surface du globe ; l’eau superficielle s’évapore pour tomber dans l’océan ou sur les continents et retourner à l’océan par les fleuves ; à un endroit donné, le temps qu’il fait varie plus ou moins d’un jour à l’autre et le climat fait de même à plus long terme : système dynamique instable, animé par l’énergie thermique interne, la gravité et l’énergie solaire, le système terrestre évolue constamment et de façon plus ou moins coordonnée à toutes les échelles d’espace et de temps qui passe.
À l’échelle du temps de la Terre, cette évolution paraît continue et monotone, mais elle semble ne pas l’être à l’échelle du temps humain, car on n’en observe que des événements de très courte durée à partir d’un certain seuil d’intensité qui dépend à la fois de la nature du phénomène considéré et de nos sens ou de nos instruments ; la fonction « intensité »/temps de n’importe quel phénomène est continue, mais dans un certain intervalle de n’importe quelle échelle de temps, elle est apparemment désordonnée, voire incohérente, successivement plate, croissante ou décroissante avec des minima et des maxima relatifs plus ou moins individualisés et parfois des paroxysmes. Pour le peu que l’on en sait, car le temps historique humain est court et la géologie historique est imprécise, cette évolution montre aussi des tendances à la hausse, à la baisse, ou une stabilité durant des époques plus ou moins longues et plus ou moins espacées, jamais cycliques. Les événements naturels intempestifs, voire paroxystiques, qui la trouble ne sont pas des anomalies, mais des fluctuations rapides d’états plus ou moins stables ; ils sont uniques, contingents, directement inobservables, non reproductibles, mais généralement explicables a posteriori.  

### Le temps
Le temps du système terrestre, orienté et irréversible, est modélisé comme une combinaison du temps sagittal qui passe et qui use – celui, probabiliste, de l’évolution –, et du temps cyclique qui tourne en ronds – celui, déterministe, de la stagnation. Le temps hélicoïdal – celui du cours des phénomènes naturels – en serait une combinaison.
L’état final d’une situation ou d’un site affecté par un événement naturel n’est jamais le même que son état initial : ce qu’il est et ce qui s’y passe aujourd’hui n’est ni ce qu’il était et ce qui s’y passait hier, ni ce qu’il sera et ce qui s’y passera demain ; au cours du temps, les événements, les situations, les états successifs y sont uniques, analogues, jamais identiques ; en fait donc, le cours des phénomènes naturels se déroule dans un temps composite, à peu près sagittal, mais jamais strictement cyclique : le temps hélicoïdal.
Ce serait l’assemblage du temps cyclique et du temps sagittal : l’axe du cylindre, le sens de l’histoire, porterait l’échelle de durée, son rayon donnerait la durée d’un « cycle » et le pas, la fréquence d’un événement répétitif ; et comme les durées de « cycles » et les fréquences d’événements ne sont jamais constantes, ce temps serait plutôt tourbillonnaire. Il pourrait y en avoir un par phénomène naturel, car l’enchaînement spécifique d’événements analogues modélise l’évolution de chacun, avec ses propres échelles de durées et de fréquences, comme une trajectoire dans un espace des phases : les durées d’observation, d’étude et de prospective sont évidemment différentes pour les chutes de météorites, les éruptions volcaniques, les séismes, les crues... totalement indépendantes les unes des autres.

## Les phénomènes naturels de nature géologique
L’expression phénomène naturel désigne les innombrables manifestations de l’incessante activité géodynamique qui modifie la géomorphologie en tous lieux et de tous temps : depuis l’origine, les effets des phénomènes internes créent des reliefs que ceux des phénomènes externes détruisent, etc.
Les phénomènes internes sont ceux dont la source est dans les entrailles de la Terre : le volcanisme amène en surface du magma fluidifié en profondeur sous de très hautes pressions et par de très hautes températures, qui s’épanche en coulées de lave et/ou s’accumule en couches pyroclastiques, et refroidit en roches, basalte pour l’essentiel ; la sismicité résulte des déplacements relatifs incessants des plaques litho-sphériques mobiles, provoquant sur leurs bordures des frottements et des cassures qui libèrent quasi instantanément d’énormes quantités d’énergie potentielle ; l’orogenèse crée et entretient la surrection des chaînes de montagne sur les bordures convergentes. On avait observé qu’orogenèse, volcanisme et sismicité étaient plus ou moins associés sur des lignes sinueuses à la surface terrestre et/ou dans les fonds océaniques, sans connaître la raison de ce voisinage, ce qui ne permettait pas des prévisions raisonnées des variations de leurs cours et de leurs événements spécifiques, éruptions volcaniques, séismes et tsunamis ; on sait maintenant que ces phénomènes plus ou moins coordonnés se produisent en majeure partie sur ces bordures actives. L’orogenèse, permanente mais très peu sensible à l’échelle du temps humain, n’est pas source directe d’aléas. Le volcanisme et la sismicité sont permanents à l’échelle globale ; leurs événements sont aléatoires à l’échelle locale ; fréquents, les plus violents sont très destructeurs.

## Les événements naturels
Les événements naturels animent l’activité géodynamique en affectant l’évolution des sites dans lesquels ils se produisent ; ils sont, quelle que soit l’échelle à laquelle on les observe, uniques, spécifiques d’un lieu et d’un moment, imbriqués, interdépendants, co-influents ; la plupart d’entre eux sont connus, caractérisés, documentés et étudiés ; éléments normaux plus ou moins analogues, jamais identiques, du cours d’un phénomène naturel, leurs natures sont diverses, compliquées. Ce ne sont pas des aléas, dangereux par destination – dans un désert, ils ne sont dangereux pour personne. Leurs effets sont spécifiques d’un site, de son état et d’une situation. Irrépressibles, nous ne pouvons que les subir, car nous ne pouvons pas agir efficacement sur eux : l’énergie et les puissances qu’ils mettent en jeu sont incomparablement supérieures à celles dont nous disposons.